# Bulmers

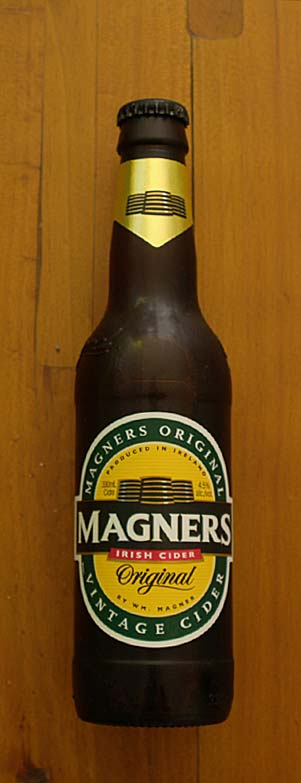
Magners – eksportowa nazwa Bulmers Original

Bulmers Original Irish Cider – cydr produkowany w Irlandii, poza granicami Irlandii sprzedawany jest pod nazwą Magners.
Na rynku istnieje druga firma produkująca cydr pod nazwą Bulmers – jest nią angielskie przedsiębiorstwo H. P. Bulmer.
William Magner w 1935 zapoczątkował produkcję cydru na skalę przemysłową w Clonmel w hrabstwie Tipperary w Irlandii. W 1935 angielski producent cydru H. P. Bulmer kupił od Magnera połowę jego przedsiębiorstwa, a w 1947 pozostałą część, zmieniając nazwę na Bulmers Ltd Clonmel.
W latach 60. XX wieku H. P. Bulmer przegrał proces sądowy z firmą Showerings, a przedsiębiorstwo zostało kupione przez Guinness and Allied Breweries. Następnie właścicielem została firma C&C Group, a produkcja została przeniesiona do Annerville pod Clonmel.
W związku z tym, że prawa do sprzedaży cydru za granicę pod nazwą Bulmers posiadał tylko H. P. Bulmer, C&C Group rozpoczęło w 1999 sprzedaż cydru na rynku międzynarodowym pod nazwą Magners.
Dziś Irish Bulmers Ltd. zatrudnia ponad 470 osób i jest istotną częścią ekonomicznej infrastruktury społeczności Clonmel. Właścicielem jest C&C, największe przedsiębiorstwo produkujące napoje alkoholowe.
Cydr dostępny jest w butelkach 330 ml, pintowych (0,56 l) i litrowych oraz w 500 ml puszkach. Zgodnie z tradycją podawany jest schłodzony. Również dostępny jest w barach jako cydr nalewany z beczki. Początkowo dostępna jedynie w Irlandii, Irlandii Północnej oraz Szkocji, marka ta dostrzegła znacznie rosnącą popularność w ostatnich latach i teraz dostępna jest na obszarze Wielkiej Brytanii, Europy, Australii oraz USA.
Obecna kampania reklamowa w telewizji obejmuje filmy reklamowe, które zmieniają się z porą roku. Zwykle reklama na początku ukazuje krótkie spojrzenie na sad (bezlistne drzewa i śnieg okrywający ziemię w zimie, czy letni obraz ukazujący bujny i zielony sad). Z kolei w Wielkiej Brytanii reklamy ukazują drogę jaką przebywa jabłko z sadu nim trafi do kufla. Slogan reklamowy brzmi: „Czas poświęcony dla Ciebie” (Time Dedicated To You).